# Mahafalytenus tsilo
Mahafalytenus tsilo är en spindelart som beskrevs av Silva 2007. Mahafalytenus tsilo ingår i släktet Mahafalytenus och familjen Ctenidae.
Artens utbredningsområde är Madagaskar. Inga underarter finns listade i Catalogue of Life.